# کونجا کوریش
کونجا کوریش (ترکی استانبولی: Konca Kuriş؛ ۱۶ اکتبر ۱۹۶۱ – ۱ ژانویهٔ ۱۹۹۸) [ یک نویسنده فمینیست ترک بود که پس از ناپدید شدن در سال ۱۹۹۸ توسط حزب‌الله کرد در قونیه ترکیه به قتل رسید. کوریش به دلیل آرای لیبرال خود دربارهٔ اسلام شهرت زیادی کسب کرد.
کوریش در ژوئیه ۱۹۹۸، توسط حزب‌الله ترکیه ربوده شد. این گروه در طول ۳۵ روز شدیداً به او شکنجه و آزار و اذیت وارد کردند. پس از گذشت ۵۵۵ روز از ناپدید شدن او، جسدش در یک زیرزمین کشف و در گورستان مرسین مدفون شد.

## مرگ
برخلاف تصور رایج، کوریش هرگز عضو حزب‌الله کرد نبود. کوریش در ژوئیه ۱۹۹۸ ناپدید شد. او به مدت ۳۵ روز شکنجه شد و سپس کشته شد و در گوری کم عمق دفن شد. جلسات شکنجه توسط قاتلان ضبط می‌شد و بعداً این فیلم‌ها به خبرنگاران هم داده شد. جسد او در ژانویه ۲۰۰۰ پس از عملیاتی که در آن حسین ولی اوغلو، رهبر حزب‌الله کشته شد، پیدا شد. او هنگام مرگ ۳۸ سال داشت.

### عاملان
حزب‌الله کرد با بیانیه‌ای مسئولیت ربودن، شکنجه و مرگ او را بر عهده گرفت: «یک دشمن اسلام و یک فمینیست سکولار به نام کونجا کوریش به دلیل اعمال و اظهاراتش علیه الله و قرآن کریم، توسط رزمندگان حزب‌الله ربوده شده و مورد بازجویی قرار گرفته‌است.» بعدها معلوم شد که حزب‌الله افراد زیادی را کشته‌است. کوریش تنها زن قربانی حزب‌الله بود.

## زندگی شخصی
او با اورهان کوریش ازدواج کرد و صاحب پنج فرزند شد و یک مسلمان مؤمن بود.